# Benlhevai
Benlhevai é uma freguesia portuguesa do município de Vila Flor, com 12,34 km² de área e 235 habitantes (censo de 2021). A sua densidade populacional é 19 hab./km².

## Demografia
A população registada nos censos foi:
| Ano  | 0-14 Anos | 15-24 Anos | 25-64 Anos | > 65 Anos |
| 2001 | 23        | 31         | 112        | 48        |
| 2011 | 31        | 23         | 127        | 53        |
| 2021 | 16        | 27         | 132        | 60        |

## Aldeias nos arredores
- Santa Comba (3 km);
- Trindade (3 km);
- Vale Frechoso (3 km);
- Vale de Sancha (3 km);
- Valbom (3 km);
- Macedinho (3 km).